# سنج سنج
إصلاحية سنج سنج هي إصلاحية في أوسينينغ، نيو يورك، الولايات المتحدة الأمريكية. يقع تقريباً على بعد 30 ميل (48 كيلومتر) شمال نيو يورك.

## أعلام
- روث سنايدر
- فرانسيس كراولي
- يوليوس روزنبرغ
- تشارلز بيكر
- ألبرت فيش

## المصدر
Sing Sing